# District de Farafangana

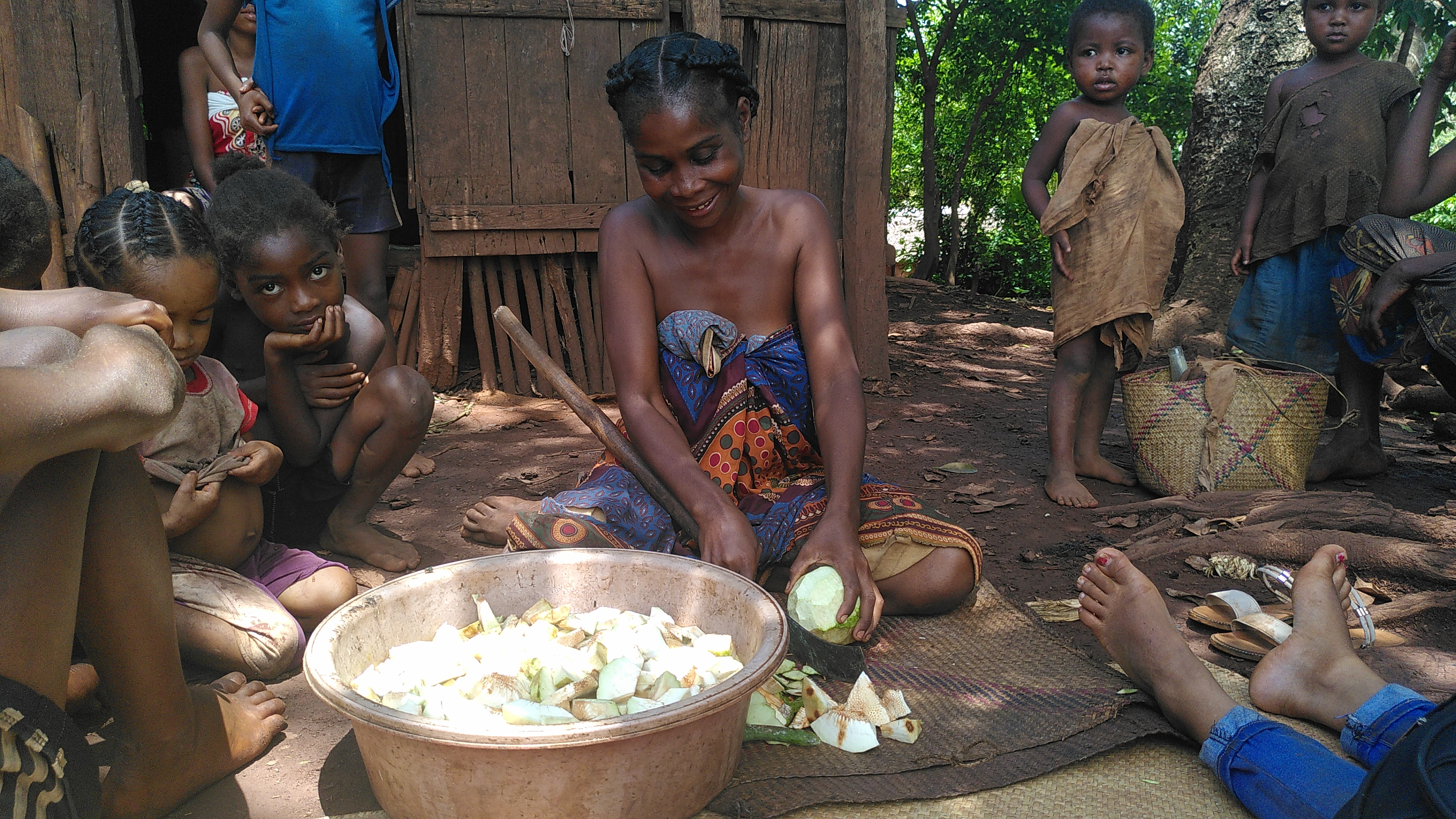
Une femme préparant du fruit à pain à Mahazoarivo.

Le district de Farafangana est un district du sud-est de Madagascar, chef-lieu de la région du Sud-Est, dans la province de Fianarantsoa.
Le district se compose d'une commune urbaine et de trente-et-une communes rurales.
Une grande partie de la population est de culture Antaifasy.